# 星火乡 (兰西县)
星火乡，是中华人民共和国黑龙江省绥化市兰西县下辖的一个乡镇级行政单位。

## 行政区划
星火乡下辖以下地区：
阳光村、庆丰村、新胜村、新春村和丰岗村。